# 中川ホメオパシー
中川ホメオパシー（なかがわほめおぱしー）は、日本のギャグ漫画家コンビ。北海道美唄市在住。代々木アニメーション学院札幌校コミック科卒業。

## メンバー
- 的場健[2]（11月9日 - O型）

原作担当。冷麺が大好物。
音楽とエロをこよなく愛する妖精。
自サイトおよびブログにおいてはブロッケンを名乗る。
美唄市にて的場旅館を経営

- 小林優一[2]（5月7日 - O型）

作画担当。
自サイトおよびブログにおいて森はちみつもしくははちみつ君と称される。

## 経歴
- 2006年、幼稚園からの幼馴染2人で結成。コンビ名は中学時代の恩師に由来する。
- 2009年、『ヤングチャンピオン』（秋田書店）にてデビュー作『四次元チャリティーショー』が掲載される[2]。
- 2010年、『月刊ヤングチャンピオン烈』（秋田書店） 2010年8号より『抱かれたい道場』連載開始。
- 2012年、『月刊ヤングチャンピオン烈』（秋田書店） 2012年7号よりコラム『さわやかGスポット』連載中。
- 2012年、『プレイコミック』（秋田書店） 2013年1月号より目次漫画『ミッドナイト黙示録 ホスト王・潤の世渡り講座』連載中。
- 2014年、『月刊ヤングチャンピオン烈』（秋田書店） 2014年5号にて『抱かれたい道場』完結。
- 2015年12月、ウェブ漫画サイト『リイドカフェ』にて『干支天使チアラット』連載開始。
- 2017年2月、『干支天使チアラット』の実写映画化が発表された。
- 2017年9月3日、渋谷ユーロライブにて『干支天使チアラット』上映
- 2017年12月、『干支天使チアラット』DVD発売
- 2018年9月、『干支天使チアラット』完結
- 2018年11月、『干支天使チアラット 外伝シャノワールの復讐』DVD発売
- 2019年10月、プレス空知にて4コマ漫画「のらネコミック」連載開始。

## 単行本
- 『抱かれたい道場』秋田書店 (2012/10/19) ISBN 978-4253256414
- 『バトル少年カズヤ』リイド社 (2016/9/28) リイドカフェ ISBN 978-4845842407
- 『干支天使チアラット』リイド社 既刊3巻〜

1. (2016/9/28) ISBN 978-4845848959
2. (2017/4/28) ISBN 978-4845848966
3. (2017/10/27) ISBN 978-4845848997

- 『なかよし番外地』KADOKAWA (2018/6/11) コミックビーム ISBN 978-4047352384